# Krytjaŭski Rajon
Krytjaŭski Rajon (vitryska: Крычаўскі Раён, ryska: Кричевский район) är ett distrikt i Belarus.   Det ligger i voblasten Mahiljoŭs voblast, i den östra delen av landet, 270 km öster om huvudstaden Minsk.